# August Thill
August Thill (ur. 1800 w Królowym, zm. 1861 we Wrocławiu) – niemiecki przemysłowiec, założyciel jednego z pierwszych zakładów włókienniczych w Prudniku.

## Życiorys
August Thill urodził się w Królowym koło Głubczyc. W latach 1819–1823 uczęszczał do szkoły włókienniczej w Wiedniu. W 1823 przybył do Prudnika, w którym w 1824 założył tkalnię adamaszku, w której produkowano pościele i obrusy stołowe. W fabryce Thilla znajdowały się najnowocześniejsze maszyny żakardowe, które zostały sfinansowane przez rząd. Największym problemem Thilla był brak bielarni oraz zakładu apretury dla płótna i adamaszku. Największą konkurencją dla przedsiębiorstwa Thilla była tkalnia lnu Samuela Fränkla (późniejsze Zakłady Przemysłu Bawełnianego „Frotex”), który do Prudnika przeniósł się z Białej w 1827. Thill popadł w kłopoty finansowe, które doprowadziły jego firmę do bankructwa. Tkalnię Thilla przejął Samuel Fränkel. Po zbankrutowaniu Thill prowadził ubogie życie. Zmarł w 1861 we Wrocławiu.